# MC Stojan
Марко Стойкович (на сръбски: Марко Стојковић или Marko Stojković), по-известен със сценичния псевдоним MC Stojan (Ем-Си Стоян), е сръбски попфолк певец.

## Биография
Роден е в градчето Лучани, СР Сърбия, СФР Югославия (днес попадащ в Моравишки окръг). Живее в родния си град до завършване на основното си образование. Записва да следва икономика в Белград.
През 2005 г. МС Стоян заснема първата си песен „Бичуј ме Стојане“. Правейки още песни, младият певец набира популярност в родината си и години по-късно става е в музикалната компания IDJTunes.
През лятото на 2013 г. излиза съвместният проект на МС Стоян с Галена – песента „Ватрено ватрено“. Към края на 2014 г. излиза песента на МС Стоян и Сандра Африка „Хаљина без леђа“. През 2015 г. излиза неговия дует с Миа Борисавлевич – „Само ме љуби“. Следва дует с Аца Лукас – „Краљеви града“. В края на 2015 г. излиза още един негов хит – „Шта би“, в дует с Александра Прийович. През 2017 г. излиза песента на МС Стоян и Дарко Лазич „Mein Schatzi“. В края на 2017 г. излизат два хита с негово участие – „Чекај, чекај“ с Александра Младенович и „Певачица“ с Джани и Яна.
През април 2018 г. е премиерата на песента му „Лете паре“. На 6 юни излиза песента „La Miami“, която за кратко време се превръща в хит както в родината му, също така в България, на целия Балкански полуостров и извън него. За половин година песента има над 70 милиона гледания в YouTube. Посещава София два пъти като част от турнето „La Miami“. В края на 2018 г. излиза песента „Ало“.

## Дискография

### Албуми
- Бахата (2017)

### Песни
- Бичуј ме Стојане (2005)
- Скини све (дует с Ниджа) (2005)
- Ћути и пуши (2005)
- Very bad bitch (2005)
- Видим добру рибу (2008)
- Брзо (2009)
- Доктор за груди (2009)
- Пожури (дует с Ксения Пайчин) (2009)
- Надице испржи ми јаја (2009)
- 93 (2009)
- Mamacita (2009)
- Реци ми ко те љуби (2009)
- Секси (дует с Тина Иванович) (2010)
- Куку леле (2011)
- Каква гуза (дует с MC Yankoo) (2012)
- Не знам где сам (дует с Цвия) (2012)
- Ти и ја (дует с Яна) (2012)
- У срце пуцај ми (2012)
- Живели (дует с DJ Марко и Митар Мирич) (2013)
- Волим те (дует с DJ Силвер) (2013)
- Ватрено, ватрено (дует с Галена) (2013)
- Ајмо сви (дует с Алегро бенд и Дамир Ханданович) (2013)
- Луда журка (2014)
- Само заиграј (дует с Ша и DJ Джуро) (2014)
- Хаљина без леђа (дует със Сандра Африка) (2014)
- Само ме љуби (дует с Миа Борисавлевич) (2015)
- Загрљај (дует с Mr. Black) (2015)
- Краљеви града (дует с Аца Лукас) (2015)
- Шта би (дует с Александра Прийович) (2015)
- Навучен на тебе (2016)
- Ти си мени све (2016)
- Фејк (дует с Куртоазия) (2017)
- Богата (дует с Куртоазия) (2017)
- Њами, њами (дует с Куртоазия) (2017)
- Вотка и мартини (дует с Куртоазия) (2017)
- Mein schatzi (дует с Дарко Лазич) (2017)
- Чекај, чекај (дует с Александра Младенович) (2017)
- Певачица (дует с Яна и Джани) (2017)
- Ти одлазиш, ја остајем (дует с Dinna) (2018)
- Једном мајка рађа (дует с Йован Перишич) (2018)
- Лете паре (2018)
- La Miami (2018)
- Ало (2018)